# Kilarhatti, Kushtagi
Kilarhatti là một làng thuộc tehsil Kushtagi, huyện Koppal, bang Karnataka, Ấn Độ.